# Светски дан фармацеута
Светски дан фармацеута обележава се 25. септембра широм света. Установљен је 2009. године на Светском конгресу фармације и фармацеутских наука у Истанбулу.

## О самом дану фармацеута
Светски дан фармацеута обележава се у свету 25. септембра од 2009. године. На овај дан 1912. године је основана Међународна фармацеутска федерација. Тог дана охрабрују се фармацеути и њихова удружења да се прикључе различитим манифестацијама и активностима у прослави.

### Улога фарамцеута у свакодневном животу
Доступност лековима, али и њихова правилна употреба су изузетно значајни за јавно здравље појединца и целокупног друштва. Фармацеути имају огромну улогу у здравственом систему, али и у ланцу снабдевања медикаментима. Они својим знањем и саветима обезбеђују правилну и рационалну употребу лекова и других медицинских средстава. Апотекари свакодневно пружају различите услуге у апотеци почев од саветовања о здравом начину живота, вакцинацији, правилној употреби и терапији медикаментима и сл.

### Теме
- 2023. Фармацеути - ваши експерти за лекове
- 2020. Улога фармацеута у трансформацији глобалног здравља[3]
- Апотека: Увек поуздана у служби Вашег здравља[4]